# Naoko Kamio
Naoko Kamio (神尾 直子 Kamio Naoko?) es una actriz de traje japonesa, nacida en la Prefectura de Shizuoka.

## Vida personal
Ella está casada con el actor de traje, Hirofumi Fukuzawa.

## Filmografía parcial
- Denji Sentai Megaranger como Mega Pink
- Tetsuwan Tantei Robotack como Robotack
- Mirai Sentai Timeranger como TimePink, Sion (doble), TimeGreen
- Hyakujū Sentai Gaoranger como GaoWhite, Copywhite
- Ninpū Sentai Hurricaneger como Furabijinu
- Tokusō Sentai Dekaranger como Deka Pink
- Godzilla: Final Wars como Minilla, Rodan
- Mahō Sentai Magiranger como Snowgel, Smoky
- Mahō Sentai Magiranger como Bouken Pink (Sub)
- Jūken Sentai Gekiranger como Xia Fu
- Kamen Rider Kiva como Basshaa
- Engine Sentai Go-onger vs. Gekiranger como Geki Yellow
- Samurai Sentai Shinkenger como Shinken Pink (Sub)
- Samurai Sentai Shinkenger vs. Go-onger: ¡GinmakuBang! como Shinken Pink, Go-on Yellow
- Tensō Sentai Goseiger como Datas, Gosei Pink (Sub)
- Tensou Sentai Goseiger: Epic on the Movie como Datas
- Tensou Sentai Goseiger vs. Shinkenger: Epic on Ginmaku como Datas
- Kaizoku Sentai Gokaiger vs. Space Sheriff Gavan: The Movie como Gokai Pink
- Kamen Rider × Super Sentai: Superhero Taisen como Gokai Pink
- Jūden Sentai Kyoryuger como Luckyuro
- Ressha Sentai ToQger como Miss Gritta